# Esparter
Un esparter és un menestral que tenia com a ofici fer i vendre objectes d'espart.
A Mallorca, els esparters conformaven un col·legi professional, fundat el 1472 i inicialment compartit amb els sellers. El seu patró era sant Lluís de Tolosa, qui calçà sabates d'espart des que abraçà la humilitat franciscana, i per això tenien la capella a l'església de Sant Francesc. Tenien la sala al carrer de Can Gotleu, un carreró que fa cantonada amb el carrer de l'Esparteria, on la major part d'esparters tenien l'obrador. L'escut del col·legi consistia en un ram d'espart, llatra enrevoltillada, dues cucales i un cardell.
A Barcelona, tingué importància al final de l'edat mitjana, a causa d'haver-hi un comerç de productes fets amb aquest material. És un dels oficis exposats al Museu del Traginer d'Igualada.